# Ceroplastes rarus
Ceroplastes rarus är en insektsart som beskrevs av Hempel 1900. Ceroplastes rarus ingår i släktet Ceroplastes och familjen skålsköldlöss. Inga underarter finns listade i Catalogue of Life.